# Prowincja Kigali
Prowincja Kigali – jedna z pięciu prowincji Rwandy, powstałych 1 stycznia 2006. Została stworzona jako część rządowego programu decentralizacji mającego na celu reorganizację struktur administracyjnych kraju. 
Składa się z części dawnej prefektury Kigali Rural oraz miasta Kigali.
Jest podzielona na 3 dystrykty:
- Butamwa
- Kicukiro
- Kigali